# Rex Tucker
(en) Statistiques sur pro-football-reference
Rex Truman Tucker (né le 20 décembre 1976 à Midland) est un joueur américain de football américain.

## Carrière

### Université
Il étudie à la Texas A&M University où il intègre l'équipe de football américain des Aggies. Il va jouer dans cette équipe pendant quatre années, comme guard mais aussi comme centre.

### Professionnel
Rex Tucker est sélectionné au troisième tour du draft de la NFL de 1999 par les Bears de Chicago au soixante-sixième choix. Lors de ses deux premières saisons en professionnel, Tucker joue très peu, à savoir huit matchs dont un seul comme titulaire. Il obtient sa place de titulaire en 2001 et fait une saison complète au poste de guard. Le 7 octobre 2002, contre les Packers de Green Bay, il se fracture le péroné et est éloigné des terrains pour le reste de la saison. C'est le début d'une véritable malchance qui frappe Tucker qui se blesse à deux autres reprises, séparément, et en dehors des terrains. 
Après la saison 2004, il est libéré par Chicago. Il s'engage alors avec les Rams de Saint-Louis pour la saison 2005 mais il se cantonne à un poste de remplaçant. La saison suivante, il signe avec les Lions de Detroit mais ne retrouve pas un poste de titulaire et reste, bien souvent, sur le banc.

## Famille
Rex a deux frères à savoir Ryan Tucker et Kyle Tucker. Pour le premier, il passe treize saisons au niveau professionnel comme offensive tackle. Quant à Kyle, il est punter avec les Jayhawks du Kansas au niveau universitaire mais n'arrivera jamais à jouer un match en NFL.